# Elecciones generales de España de 1837
Las elecciones generales de España de 1837 se celebraron el 22 de septiembre para elegir la I y II Legislaturas de las Cortes Generales bajo la Constitución de 1837 durante el Reinado de Isabel II.

## Antecedentes
Aprobada la Constitución de 1837 y la ley electoral en el mes de julio, el gobierno progresista de José María Calatrava se mantuvo hasta agosto, cuando presentó su dimisión. La reina María Cristina nombró presidente a Baldomero Espartero, líder indiscutible del Ejército del Norte, pero este finalmente declinó dada su ocupación en el frente de la Primera Guerra Carlista. Finalmente, la Reina encargó el gobierno al diplomático Eusebio Bardají Azara, considerado un moderado centrista de bajo perfil. El regreso de los líderes exiliados del Partido Moderado provocó que exigieran la celebración de elecciones, habida cuenta su ausencia en la celebración de las anteriores. 
La campaña electoral fue más fuerte que las vividas con anterioridad. Los progresistas habían dominado la escena política desde el Motín de la Granja de San Ildefonso estableciendo todas sus reformas y los moderados se jugaban ahora la oportunidad de parar la hegemonía progresista y su revolución. Los moderados se organizaron de un modo más eficaz, ahora bajo el nombre de “monárquicos-constitucionales”, aunque todo el mundo les seguía llamando moderados. Incluso publicaron un manual electoral de la mano de Andrés Borrego. La victoria del Partido Moderado fue arrolladora y ello provocó que el espíritu centrista y conciliador que había sustentado la Constitución de 1837 desapareciese rápidamente en los meses siguientes.

## Sistema electoral
Según la Ley de 20 de julio de 1837:

### Derecho a voto
Sufragio masculino censitario: son electores los españoles varones mayores de 25 años con un año de residencia como mínimo en la provincia donde voten. Y que, además, sean contribuyentes con un mínimo de 200 reales de vellón anuales, sean propietarios o tengan determinadas capacidades de profesión o educación, con una renta líquida anual de 1.500 reales de vellón como mínimo; paguen 3.000 reales de vellón al año como mínimo en calidad de arrendatario o aparcero, o habiten una casa cuyo alquiler oscile entre 2.500 y 400 reales de vellón como mínimo según, el tamaño de la ciudad en la que vivan. Son votantes también los mayores contribuyentes de la provincia si el número de electores en ella no alcanza los 30.000.

### Elegibilidad
Ser español, varón, mayor de 25 años y del estado seglar, así como cumplir el resto de condiciones que se especifican para ser elector.

### Método de elección
Para la elección de los 241 diputados se utilizó el sistema de voto mayoritario a doble vuelta en 51 circunscripciones con más de un diputado y una con uno solo. Mayoría absoluta en la primera vuelta, simple en la segunda. El voto era secreto, igual, personal y directo.

## Resultados

### Congreso de los Diputados
| Partido                             | Partido             | Tendencia               | Escaños | %      | Votos | % |         | Diferencia |
| ----------------------------------- | ------------------- | ----------------------- | ------- | ------ | ----- | - | ------- | ---------- |
|                                     | Partido Moderado    | Liberalismo doctrinario | 88      | 36,51% | -     | - | 88/241  | 18         |
|                                     | Partido Progresista | Liberalismo democrático | 59      | 24,49% | -     | - | 59/241  | 29         |
|                                     | Otros               |                         | 94      | 39%    | -     | - | 94/242  | 42         |
| Total                               | Total               |                         | 241     | 100%   | -     | - | 241/241 |            |
| Fuente: Cases Méndez (1977), p.203. |                     |                         |         |        |       |   |         |            |